# Vitré (Ille-et-Vilaine)
Vitré település Franciaországban, Ille-et-Vilaine megyében. Lakosainak száma 18 892 fő (2022. január 1.).

## Fekvése
Vitré Erbrée, Balazé, Étrelles, Montreuil-sous-Pérouse, Pocé-les-Bois és Saint-M’Hervé községekkel határos.

## Népesség
A település népessége az elmúlt években az alábbi módon változott:
| Lakosok száma | 11 343 | 13 042 | 14 486 | 16 156 | 17 463 | 17 798 | 18 037 | 18 487 | 18 603 | 18 892 |
|               | 1968   | 1982   | 1990   | 2006   | 2013   | 2015   | 2017   | 2019   | 2020   | 2022   |

## Testvértelepülései
- Villajoyosa (Spanyolország)